# Défense du consommateur
 (mars 2024).

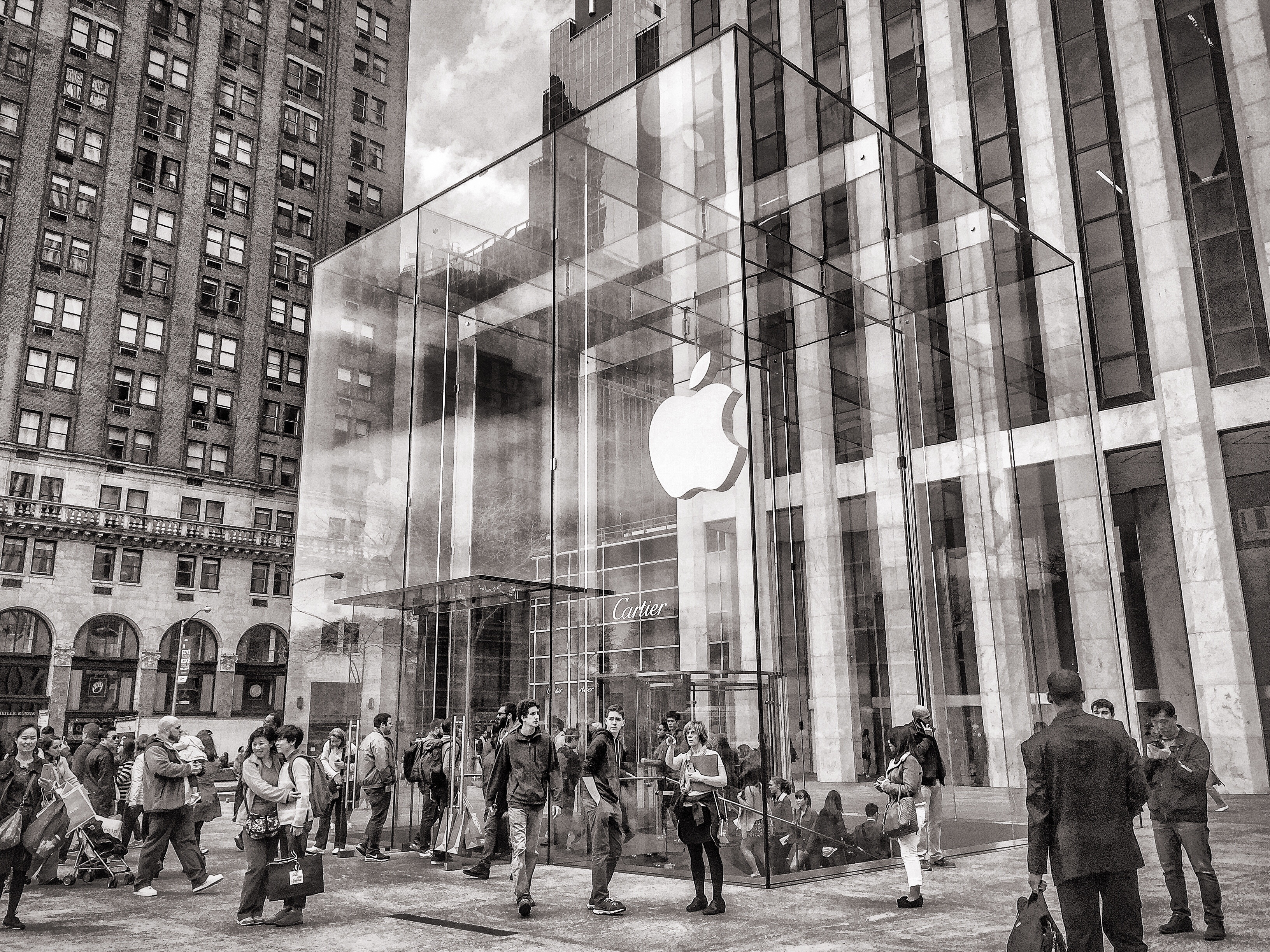
Apple Store à Central Park, symbole du consumérisme.

La notion de défense du consommateur est apparue avec la société de consommation, aux États-Unis dans les années 1960, même si ses racines sont très anciennes, les souverains ayant de tout temps été tentés de réglementer l'activité économique.
La notion de défense du consommateur se distingue des critiques de la société de consommation ainsi que de la consom'action (qui veut faire de la consommation un acte politique) puisqu'elle reste centrée sur la résolution d'un dysfonctionnement de l'acte de vente.
Le thème de la défense du consommateur (ou de protection du consommateur) recouvre les champs d'études suivants :

À titre préventif
- Des techniques d'achat (comparaison de prix, consultation de la presse de défense des consommateurs, lecture des documentations techniques, etc.), l'éducation du consommateur.
- Le droit de la consommation mis en place (droit national et droit international, droit civil ou droit pénal),
- En 1973, Christian Cohendet créé le Centre de documentation du consommateur avec la collaboration d'Europe 1. Cet organisme connu un réel succès, allant jusqu'à 30 000 demandes de documentation à la suite de campagnes publicitaires de 10 jours faites sur Europe 1.

Après l'achat
- des moyens d'action (pouvoirs publics, associations de consommateurs, avocats, action privée, par exemple, par le Web, etc.),
- Au niveau bancaire, il existe l'ACABE Association Contre les Abus des Banques européennes qui défend les consommateurs en intervenant éventuellement auprès des banques.
- Des types d'action : actions judiciaires (plaintes, litiges, procès et action de groupe), extra-judiciaire bilatérales (arbitrage, règlement à l'amiable) ou multilatérales (campagnes, buzz, etc.).

## Historique
La notion de défense du consommateur est apparue avec la société de consommation, mais ses racines sont plus anciennes.
Les États se sont régulièrement préoccupés de la qualité des produits vendus et du respect des contrats commerciaux, éléments d'ordre public et de prospérité. Dans une assez large mesure, les corporations qui structuraient l'activité économique par métiers avant la Révolution française avaient pour mission la défense de la qualité du produit,.
La disparition des corporations, l’avènement du libéralisme économique et l’ère industrielle, entraînent le développement de la production de masse. Selon certains observateurs, la massification a entraîné une baisse de la qualité du produit.
La recherche de défense du consommateur est venue de trois directions :
- l’action publique ;
- les associations de consommateurs ;
- l’action individuelle (plaintes et réclamations), parfois dans des cadres mis en place par les entreprises elles-mêmes (service de réclamation, etc.).

La défense du consommateur est d’abord née du droit civil qui traite de la bonne exécution du contrat passé entre vendeur et acheteur avant de s’étendre, au départ avec la question de la sécurité du produit, à d’autres champs d’action.

### Aux États-Unis
Le mouvement des consommateurs est né aux États-Unis sous l’impulsion des campagnes de Ralph Nader pour la sécurité des automobiles à partir de 1959 (notamment contre le Chevrolet Corvair). En 1971, Ralph Nader créa l'association pionnière Public Citizen.
Du côté des pouvoirs publics américains, la prise de conscience peut remonter à la lutte du président Théodore Roosevelt contre les trusts, au début du XXe siècle. La formulation explicite de l'attention aux droits du consommateur remonte au président John Kennedy (1960-1963) qui définit en 1962, les quatre droits fondamentaux du consommateur (sécurité, information, représentation, choix).
Dans le domaine juridique, une jurisprudence - élément prédominant dans le droit anglo-saxon - s'était cependant déjà mise en place (arrêts Campbell Soup contre Wentz en 1948, Hennigser contre Bloomfield Motors en 1960).

### En Europe
- En 1957, le traité de Rome (1957) évoque implicitement la question des consommateurs à travers les questions de la concurrence et de l'agriculture.
- Le 14 avril 1975, la Communauté européenne affiche explicitement le thème de la défense du consommateur en posant des droits fondamentaux : santé et sécurité, éducation, consultation et représentation dans la prise de décision, protection.
- En 1993, le traité de Maastricht consacre un article à la défense du consommateur (article 129-a).

### En France
En France, le mouvement de consommateurs s'est développé surtout au début des années 1970.
Les pouvoirs publics ont pris position avec la loi Scrivener (10 janvier 1978) et la loi Scrivener 2 13 juillet 1979). Les lois se sont ensuite multipliées, y compris le 31 décembre 1989 avec la loi Neiertz (contre le surendettement), en 2008, la loi Chatel.
Des cadres spécifiques sont parfois adoptés pour certains produits ou services, tels que les produits financiers et bancaires, par exemple. Leurs modes de vente connaissent des évolutions notables, qui amènent à les encadrer spécialement sous la forme d'un droit de la distribution bancaire.

### Dans le Monde
- La « Journée mondiale des droits du consommateur » est créée le 15 mars 1983.
- L'ONU adopte le 9 avril 1985 adopte la « Charte mondiale des droits des consommateurs ».

## Sujets
Les sujets de la défense des consommateurs peuvent provenir de fautes volontaires de la part du vendeur, comme de fautes involontaires.
Les principaux sujets de la défense des consommateurs sont les suivants :

### En amont de l’acte d’achat
- La comparaison des biens et services et de leurs prix, et la capacité d’établir cette comparaison de manière simple.
- D’éventuelles publicité mensongère ou trompeuse.

### Lors de l’acte d’achat
- Le respect des procédures de vente : délais de rétractation, clauses abusives, etc.
- La réalité des promotions annoncées (fausses soldes ou promotions)
- Connaissance des techniques passives (musique, ordre des rayons et des produits, parfums, emballages) ou actives (vente flash, animations, intervention de vendeurs, etc.) d’incitation à la vente.
- La connaissance des « vraies » bonnes affaires.
- La justesse de l'étiquetage.
- L'obligation d'information.

### Après l’acte d’achat
- La qualité du produit ou service concerné, l’existence d'un vice caché (défaut, effet secondaire, etc.).
- Le service après-vente (ses qualités, son coût) et les garanties en France,
- La possibilité de résiliation des contrats de longue durée et abonnements dans des conditions acceptables,
- Les clauses abusives contenues dans certains contrats.

### Le financement de l'achat
L'endettement, avec l'acte de crédit, apparaît bien vite comme un support de protection des consommateurs.
En 1966, par exemple, la Loi 68-1010 du 28 décembre 1966 encadre le prix maximal des crédits, avec le taux de l'usure.
La protection de l'endettement du consommateur ou protection de l'emprunteur, passe par plusieurs thèmes :
- Le crédit à la consommation,
- Le crédit immobilier,
- Le regroupement de crédits
- Les taux d'intérêt des crédits octroyés,
- Le droit de la distribution bancaire,
- Le surendettement,
- etc.

## Modes d’action
S’il existe apparemment une dissymétrie entre la puissance d'un consommateur et celle d'une entreprise, les consommateurs disposent pour leur part de plusieurs types d’action et instruments à leur disposition.
Le consommateur peut s’appuyer sur :
- Le droit de la consommation
- Les organismes publics de défense des consommateurs
- Les associations de défense des consommateurs
- Les procédures de réclamation et de médiation des entreprises
- Etc.

Les actions possibles sont :
- Le règlement à l'amiable avec l’entreprise,
- L’action en justice,
- Le boycott de l’entreprise ou du produit,
- L’organisation de campagnes contre une entreprise ou un produit. Internet peut permettre au consommateur de médiatiser ses griefs (buzz, etc.).
- Etc.

Dans la théorie libérale, le meilleur défenseur du consommateur est la concurrence entre vendeurs. En cas de mécontentement, le consommateur a, en effet, toujours la possibilité, en amont, de réagir en faisant jouer la concurrence. L’intérêt de l’entreprise étant de fidéliser sa clientèle et protéger sa réputation, il aura avantage à fournir des biens et services qui satisfassent le consommateur.

## Statistiques

### Plaintes à la DGCCRF
En France, au premier semestre 2008, la DGCCRF a enregistré plus de 70 000 plaintes (+6,7 % par rapport au semestre précédent).
Les secteurs les plus concernés sont :
- Communication et téléphonie : 28,3 % des plaintes
- Produits non alimentaires : 23,5 %
- Services à domicile, autres services : 12,2 %
- Transport, véhicules : 10,8 %
- Produits alimentaires : 5 %
- Immobilier logement : 4,9 %
- Hôtellerie, restauration, tourisme : 4,1 %

Les principaux problèmes rencontrés sont :
- Inexécution de la prestation (totale ou partielle) ;
- Publicité mensongère ;
- Problème de livraison (délai, marchandise abîmée...) ;
- Problème de facturation (contestation du prix) ;
- Non prise en compte d'une demande de résiliation.
- Etc.

### Acteurs
- Association de consommateurs (contient des listes)
- Presse de défense des consommateurs
- Comparateur de prix
- Organismes publics :
  - Direction générale de la concurrence, de la consommation et de la répression des fraudes (DGCCRF) (France)
  - Institut national de la consommation (INC) et revue 60 millions de consommateurs (France)
  - Office de la protection du consommateur (Québec)

### Thèmes
- Information et protection du consommateur
- Droit de la consommation : Obligation d'information, Clause abusive, etc.
- Code de la consommation
- Loi pour le développement de la concurrence au service des consommateurs
- Médiation de la consommation